# Isn't She Lovely
«Isn't She lovely» es una canción de Stevie Wonder, del álbum Songs in the Key of Life de 1976. En ella, celebra el nacimiento de su hija, Aisha.
A pesar de ser una de las canciones más populares del álbum, que estuvo 14 semanas en el primer puesto, y ganador de dos premios Grammy, no fue publicado como sencillo dado que, al durar más de seis minutos —demasiado largo para un 45 rpm—, Wonder no quiso editarlo.
En 2012, Wonder cantó la canción ante la reina Isabel II en el concierto al aire libre celebrado con ocasión del Jubileo de Diamante de Isabel II.

## Músicos
- Stevie Wonder – voz, armónica, percusión, piano eléctrico, Fender Rhodes, bass synth (el bajo original, de Nathan Watts, el bajista habitual de Wonder, fue sustituido por el propio Wonder en el bass synth),[5] batería
- Greg Phillinganes – teclados[5]